# Đào Tiêu
Đào Tiêu là vị Trạng nguyên mở đầu cho nền khai khoa của vùng (Nam Châu Hoan) Đức Thọ, Hà Tĩnh. Về năm sinh và năm mất của ông, hiện chưa có tư liệu tra cứu. Ông là người huyện Đông Sơn (sau đổi là La Sơn, phủ Đức Thọ), nay là vùng đất Yên Hồ, huyện Đức Thọ, tỉnh Hà Tĩnh.[1] cũng giống như một số vị thủy tổ của nhiều dòng họ khác đã đến định cư ở vùng đất Nghệ An, Hà Tĩnh xưa. Ông từng thi đỗ và làm quan dưới các triều vua Trần như Trần Thái Tông, Trần Nhân Tông..., là văn quan có công lao trong việc xây dựng nền nội chính của vương triều Trần nửa sau thế kỷ XIII.
Ông là 1 trong 3 vị Tiến sĩ đỗ kỳ thi Thái học sinh dưới thời Trần của huyện Đức Thọ, ông giành học vị cao nhất: Trạng nguyên trong khoa thi Thái học sinh năm Ất Hợi (1275) đời vua Trần Thánh Tông (1258 -1278). Khoa thi này lấy đỗ 27 người, gồm Đào Tiêu đỗ Trạng nguyên; Quách Nhẫn đỗ Thám hoa, kỳ thi này không có Bảng Nhãn, còn lại 20 người đỗ cho xuất thân theo thứ bậc. Đây cũng là khoa thi Thái học sinh khá đặc biệt của triều Trần khi không chia ra Kinh, Trại trạng nguyên sau 19 năm nhà Trần áp dụng. Chế độ Kinh, Trại Trạng nguyên được đặt từ mùa xuân năm Bính Thìn (1256), trong đó những người đỗ từ Thanh Hóa trở vào gọi là Trại Trạng nguyên; từ Ninh Bình trở ra gọi là Kinh Trạng nguyên. Theo Phan Huy Chú trong Lịch triều hiến chương loại chí, việc phân biệt Kinh, Trại là do "Đời Trần lấy Hoan, Ái (chỉ Nghệ An, Thanh Hóa) làm các châu ở xa, giáo dục chưa được thấm nhuần, nhân tài không nhiều bằng ở các Kinh trấn, cho nên mỗi khoa lấy người giỏi nhất về bên trại gọi là Trại Trạng nguyên, cho ngang hàng với Kinh Trạng nguyên để tỏ ý khuyến khích"[2].
Sau khi thi đỗ, không rõ ông được đảm nhận các chức quan gì. Tuy nhiên, thời kỳ ông làm quan cho nhà Trần lại gắn liền với nhiều biến sự quan trọng, nổi bật nhất là hai cuộc kháng chiến chống quân Mông -Nguyên xâm lược năm 1285 và 1288 dưới triều vua Trần Nhân Tông (1279 -1293). Là ngạch văn quan của triều đình nên chắc hẳn ông được giao chuẩn bị và tham dự vào những công việc triều chính quan trọng, hoặc tham gia bàn bạc những kế sách để chống quân giặc ngoại xâm.
Đối với lĩnh vực giáo dục, khoa cử, Đào Tiêu là người có công lớn  "khai khoa" nền giáo dục và khoa cử Nho học cho vùng đất Đức Thọ nói riêng, Hà Tĩnh nói chung. Dưới thời Trần, tuy sùng Phật giáo nhưng Nho giáo vẫn được coi trọng. Việc học Nho được quan tâm nhiều hơn với việc mở ra trường lớp để thu hút việc học tập trong nước. Nhiều khoa thi đã được tổ chức, trong đó đáng chú ý là từ năm Bính Ngọ (1246) việc định niên hạn thi Đại tị 7 năm một lần chính thức được ban hành, tuyển chọn được nhiều Nho sĩ có trình độ Nho học tham gia bộ máy chính quyền. Tuy nhiên, so với các vùng đất khác như Thăng Long và phụ cận giáo dục Nho học đã phát triển thì vùng Thanh Nghệ, nhất là xứ Nghệ An, Hà Tĩnh vẫn là đất trại xa xôi, việc học hành và đỗ đạt còn rất hạn chế, khi mãi đến nửa sau thế kỷ XIII vùng đất này mới có người đỗ đạt[1]. Việc ông thi đỗ Trạng nguyên đã tạo bước đệm rất quan trọng cho sự phát triển giáo dục Nho học và hình thành nên truyền thống khoa bảng, đỗ đạt của Hà Tĩnh trong các triều đại sau này.
Đối với người dân, chắc hẳn cũng luôn quan tâm, chăm lo đến họ. Vì thế, sau khi qua đời, danh tiếng của ông được người dân ghi nhớ, lưu truyền với tên gọi rất dân gian: "quan trạng" hay "Trạng Đào": "Kẻ Giè (tức Yên Hồ) vang tiếng truyền xa. Có hai quan Trạng dân ta phụng thờ" (hai quan trạng ở đây chỉ Trạng nguyên Đào Tiêu và Khôi nguyên Đoàn Xuân Lôi, cũng một nho sĩ thi đỗ Thái học sinh đời Trần).
Sau khi mất, ông còn được người dân quê hương lập đền thờ để tưởng nhớ công ơn, được tôn phong là phúc thần. Trước năm 1945, tại làng Trung Xá, Yên Hồ có đền thờ của Đào Tiêu với vị hiệu là "Trần triều Trạng nguyên lịch triều phong Đoan túc Dực bảo trung hưng, gia phong quang ý tôn thần, Đào Tướng công". Tuy nhiên, từ sau năm 1945 do chiến tranh, hạn dịch đền thờ của ông không còn, hiện nay ông được con cháu họ Đào thờ phụng tại nhà thờ họ. Đặc biệt là hiện nay trong nhà thờ vẫn giữ được ba đạo sắc của vua Thành Thái, Duy Tân, Khải Định của triều Nguyễn phong thần cho ông. Một đạo đề "Thành Thái thập niên, lục nguyệt sơ nhất nhật" (ngày 1 tháng 6 năm Thành Thái thứ 10 -1898); 1đạo đề "Duy Tân tam niên, bát nguyệt thập nhất nhật" (ngày 11 tháng 8 năm Duy Tân thứ 3 (1909); và 1 đạo đề "Khải Định cửu niên, thất nguyệt, nhị thập ngũ nhật" (ngày 25 tháng 7 năm Khải Định thứ 9 -1924)[2].
Việc người dân quê hương lập đền thờ sau khi ông qua đời, lại được nhà nước quân chủ ban sắc thần cho thấy Đào Tiêu là một Nho sĩ, một văn quan được nhân dân mến mộ, được nhà nước quân chủ ghi nhận công lao. Hiện nay ông được thờ tại nhà thờ chi họ Đào tại xã Yên Hồ, huyện Đức Thọ, tỉnh Hà Tĩnh, hàng năm lễ giỗ ông vào ngày 24 tháng 3 (Âm lịch)
[1] Về quê quán của ông, chính sử ghi chép khá cụ thể: Sách Lịch triều đăng khoa lục, Khâm định Việt sử thông giám cương mục của Quốc sử quán triều Nguyễn, Lịch triều hiến chương loại chí của Phan Huy Chú đều ghi quê của ông ở huyện Đông Sơn. Riêng Lịch triều hiến chương loại chí của Phan Huy Chú có tra thêm thông tin ông là người xã An Hồ, huyện La Sơn. Các nghiên cứu hiện đại như: Thái Kim Đỉnh trong Các nhà khoa bảng Hà Tĩnh, Ngô Đức Thọ trong Các nhà khoa bảng Việt Nam từ 1075 đến 1919, sách Địa chí huyện Đức Thọ đều ghi Đào Tiêu người làng Yên Hồ, huyện La Sơn (nay thuộc huyện Đức Thọ) tỉnh Hà Tĩnh.
[2] Phan Huy Chú, Lịch triều hiến chương loại chí, Tập 2, Nxb Giáo dục, 2007; tr.10
[3] Vùng Nghệ An đến khoa thi năm 1256 mới có Trương Xán (người Hoành Sơn, nay là huyện Quảng Trạch, Quảng Bình) đỗ Trại Trạng nguyên khoa thi Thái học sinh; khoa thi năm 1266 có Bạch Liêu người làng Đỗ Xá, nay là xã Mã Thành, huyện Yên Thành, Nghệ An, đỗ Trại Trạng nguyên.
[4] Thái Kim Đỉnh, Các nhà khoa bảng Hà Tĩnh, Hội Văn học Nghệ thuật Hà Tĩnh, 2005; tr.35